# Анапа (станція)
Анáпа — тупикова електрифікована залізнична станція Краснодарського регіону Північно-Кавказької залізниці на лінії Юровський — Анапа. Розташована в селищі Верхнє Джеметє Анапського міського округу Краснодарського краю. Входить до складу Краснодарського центру організації роботи залізничних станцій ДЦС-2 Північно-Кавказької дирекції управління рухом. За обсягом робіт станція віднесена до 1-го класу. Станція є кінцевою для лінії від станції Юровський, біля села Юріївка, у південній горловині станції розташовані оборотний тупик для тепловозів і ранжирний парк для відстою пасажирських поїздів.

## Історія
Станція та вокзал відкриті 1978 року під час будівництва лінії Юровський — Анапа.
У липні 2014 року, в ході реалізації проєкту «Розумний вокзал», на вокзалі Анапи завершені пуско-налагоджувальні роботи інтелектуальної енергоефективної системи світлодіодного освітлення.
З 2014 року станція Анапа використовується влітку, як один з двох пересадкових вузлів на маршрутах у напрямку Криму, перевезення за якими здійснюються за єдиним квитком «поїзд — автобус».
7 листопада 2019 року станція електрифікована змінним струмом (~25 кВ) в складі дільниці Юровський — Анапа з відкриттям руху поїздів під електричною тягою.

## Вокзал
Вокзал станції Анапа — пасажирський термінал станції, входить до складу Північно-Кавказької регіональної дирекції залізничних вокзалів. Розташований за 5 км на північ від міста Анапа, за 1,7 км на північний схід від узбережжя Чорного моря. Будівля вокзалу має два поверхи, зали чекання, готель. На вокзалі діє невелика оранжерея з екзотичними рослинами, що має форму піраміди. Для надходження в оранжерею сонячного світла, на даху збудовано прямокутний отвір площею 19,5 м². Будівля вокзалу реконструйована 2005 року.

## Пасажирське сполучення

ТЕП70БС-143 з поїздом № 11 сполученням Анапа — Москва

Пасажирське сполучення між Анапою і Москвою функціонує цілий рік. Більшість поїздів далекого прямування курсують до станції під час курортного сезону щорічно з червня по вересень. Приміське сполучення до 29 грудня 2019 року не здійснювалося. Лише з проведенням електрифікації, з 30 грудня 2019 року електропоїзди серії ЕС1/ЕС2Г «Ластівка» розпочали регулярний пасажирський рух між Анапою і Краснодаром (2 пари на добу).
До станції Анапа курсують поїзди далекого прямування, що курсують цілий рік:
| №                                         | Маршрут сполучення                            | №                                         | Маршрут сполучення                            |
| Пасажирські поїзди, що курсують цілий рік | Пасажирські поїзди, що курсують цілий рік     | Пасажирські поїзди, що курсують цілий рік | Пасажирські поїзди, що курсують цілий рік     |
| ----------------------------------------- | --------------------------------------------- | ----------------------------------------- | --------------------------------------------- |
| 11                                        | Анапа — Москва                                | 12                                        | Москва — Анапа                                |
| 109                                       | Анапа — Москва                                | 110                                       | Москва — Анапа                                |
| Сезонного призначення                     |                                               |                                           |                                               |
| 161                                       | Анапа — Ростов-на-Дону                        | 162                                       | Ростов-на-Дону — Анапа                        |
| 205                                       | Анапа — Іркутськ                              | 206                                       | Іркутськ — Анапа                              |
| 221                                       | Анапа — Архангельськ                          | 222                                       | Архангельськ — Анапа                          |
| 229                                       | Анапа — Сєверобайкальськ                      | 230                                       | Сєверобайкальськ — Анапа                      |
| 235                                       | Анапа — Тинда                                 | 236                                       | Тинда — Анапа                                 |
| 237                                       | Анапа — Москва                                | 238                                       | Москва — Анапа                                |
| 243                                       | Анапа — Новокузнецьк                          | 244                                       | Новокузнецьк — Анапа                          |
| 247                                       | Анапа — Санкт-Петербург                       | 248                                       | Санкт-Петербург — Анапа                       |
| 259                                       | Анапа — Санкт-Петербург                       | 260                                       | Санкт-Петербург — Анапа                       |
| 283                                       | Анапа — Череповець                            | 284                                       | Череповець — Анапа                            |
| 289                                       | Анапа — Єкатеринбург                          | 290                                       | Єкатеринбург — Анапа                          |
| 293                                       | Анапа — Мурманськ                             | 294                                       | Мурманськ — Анапа                             |
| 457                                       | Анапа — Челябінськ                            | 458                                       | Челябінськ — Анапа                            |
| 473                                       | Анапа — Самара                                | 474                                       | Самара — Анапа                                |
| 493                                       | Анапа — Ульяновськ                            | 494                                       | Ульяновськ — Анапа                            |
| 501                                       | Анапа — Кіров                                 | 502                                       | Кіров — Анапа                                 |
| 503                                       | Анапа — Уфа                                   | 504                                       | Уфа — Анапа                                   |
| 513                                       | Анапа — Тамбов                                | 514                                       | Тамбов — Анапа                                |
| 515                                       | Анапа — Іжевськ                               | 516                                       | Іжевськ — Анапа                               |
| 519                                       | Анапа — Орськ                                 | 520                                       | Орськ — Анапа                                 |
| 525                                       | Анапа — Саратов                               | 526                                       | Саратов — Анапа                               |
| 535                                       | Анапа — Смоленськ                             | 536                                       | Смоленськ — Анапа                             |
| 539                                       | Анапа — Кострома                              | 540                                       | Кострома — Анапа                              |
| 583                                       | Анапа — Казань                                | 584                                       | Казань — Анапа                                |
| 591                                       | Анапа — Перм — Приоб'є                        | 592                                       | Приоб'є — Перм — Анапа                        |
| 595                                       | Анапа — Єкатеринбург — Тюмень — Новий Уренгой | 596                                       | Новий Уренгой — Тюмень — Єкатеринбург — Анапа |
| 607                                       | Анапа — Владикавказ                           | 608                                       | Владикавказ — Анапа                           |
| Регіональні поїзди                        |                                               |                                           |                                               |
| 819                                       | Анапа — Ростов-на-Дону                        | 820                                       | Ростов-на-Дону — Анапа                        |
| 823 827                                   | Анапа — Краснодар                             | 824 828                                   | Краснодар — Анапа                             |
| 829                                       | Анапа — Адлер                                 | 830                                       | Адлер — Анапа                                 |

## Міський транспорт
До залізничного вокзалу курсують автобусні маршрути № 100, 113, 120, 127, 129.